# Чинку
Чинку (рум. Cincu) — село у повіті Брашов в Румунії. Адміністративний центр комуни Чинку.
Село розташоване на відстані 193 км на північний захід від Бухареста, 68 км на північний захід від Брашова, 133 км на південний схід від Клуж-Напоки.

## Населення
За даними перепису населення 2002 року у селі проживали 1494 особи.
Національний склад населення села:
| Національність | Кількість осіб | Відсоток |
| -------------- | -------------- | -------- |
| румуни         | 1110           | 74,3%    |
| цигани         | 255            | 17,1%    |
| угорці         | 69             | 4,6%     |
| німці          | 58             | 3,9%     |

Рідною мовою назвали:
| Мова      | Кількість осіб | Відсоток |
| --------- | -------------- | -------- |
| румунська | 1324           | 88,6%    |
| угорська  | 60             | 4,0%     |
| німецька  | 55             | 3,7%     |
| циганська | 54             | 3,6%     |